# Japan Marine United
Der Schiffbaukonzern Japan Marine United Corporation (japanisch ジャパン マリンユナイテッド株式会社, kurz JMU) ist mit mehreren Standorten eines der größten japanischen Schiffsbauunternehmen.

## Geschichte
Das Unternehmen wurde 2013 durch den Zusammenschluss der beiden Schiffbauunternehmen Universal Shipbuilding Corporation und IHI Marine United gegründet.
Zum 1. Januar 2021 fusionierte JMU zum 1. Januar 2021 mit Imabari Shipbuilding zum Joint Venture Nihon Shipyard Company (NSY) an der JMU 49 % und Imabari 51 % der Anteile hält. Zusätzlich übernahm Imabari Shipbuilding einen 30-prozentigen Aktienanteil an JMU an der JFE Holdings und IHI jeweils weitere 35 % halten.